# Acacia poliochroa
Acacia poliochroa är en ärtväxtart som beskrevs av Ernst Georg Pritzel. Acacia poliochroa ingår i släktet akacior, och familjen ärtväxter. Inga underarter finns listade i Catalogue of Life.